# Ужин (озеро)
Ужи́н (Ужинское) — озеро на северо-востоке Валдайского района Новгородской области. Расположено в центре Валдайской возвышенности на территории Валдайского национального парка. Административно входит в состав Рощинского сельского поселения.
Площадь озера составляет 8,8 км². Ужин имеет вытянутую форму, из-за чего сверху больше похоже на реку чем на озеро. Максимальная глубина достигает 85 м. Длина — 15 км, средняя ширина — 800 м (в самом узком месте — 65 м).
Ужин соединён с Валдайским озером искусственным каналом «Копкой», построенным в 1862 году на месте речки Федосеевки для ускорения течения реки Валдайки. Строительство велось на средства Иверского монастыря.
Название озера происходит от слова «узкий» из-за его специфической формы.
На берегу озера находится резиденция Президента РФ.